# Cena primária
A expressão cena primária refere-se à visão das relações sexuais entre os pais, conforme observada, construída ou fantasiada pela criança e interpretada por ela como uma cena de violência. A teoria sugere que a cena não é compreendida pela criança, permanecendo enigmática, mas ao mesmo tempo provocando excitação sexual.

## Visões de Freud

### Evolução
O termo apareceu pela primeira vez no trabalho publicado de Freud a propósito do caso Homem-lobo (1918b [1914]), mas a noção de uma memória sexual vivida cedo demais para ter sido traduzida em imagens verbais, e portanto passível de retornar sob a forma de sintomas de conversão ou obsessões, fazia parte de seu pensamento já em 1896 [conforme testemunha sua carta de 30 de maio daquele ano a Wilhelm Fliess, na qual evoca um “excesso de sexualidade” que “impede a tradução” (1950a, pp. 229–230)]. Aqui Freud já está próximo do modelo do trauma e de seu efeito de posterioridade. No ano seguinte, em sua carta a Fliess de 2 de maio, Freud usa o termo real Urszene pela primeira vez; e estima que a idade aproximada em que a criança é passível de “ouvir coisas” que só compreenderá “subseqüentemente” seja de seis ou sete meses (SE 1, p. 247). O tema do testemunho infantil do coito parental surgiu ainda, embora em criança mais velha, no caso de “Katharina”, em Estudos sobre a histeria (1895), e Freud o evocou novamente em A interpretação dos sonhos, com a fantasia do jovem que sonhava assistir aos pais copulando durante sua vida no útero.

### Fantasia ou realidade?
Freud esforçou-se persistentemente para decidir se a cena primária era fantasia ou algo realmente presenciado; sobretudo, passou a enfatizar cada vez mais a interpretação fantasiosa da criança, que via a cena como violência imposta à mãe pelo pai. Chegou a reconhecer, em “Sobre as teorias sexuais na infância” (1908c, p. 221), uma medida de justificação para o que chamou de “conceito sádico do coito”, sugerindo que, ainda que a criança exagere, a percepção de repulsa real em relação ao ato sexual por parte de uma mãe receosa de nova gravidez pode ser bastante precisa. No caso de “[ [Pequeno Hans]]”, entretanto, a violência foi explicada em termos de proibição: Hans a considerava análoga a “quebrar um vidro ou forçar entrada num espaço fechado” (1909b, p. 41).
O histórico de caso do Homem-lobo deu a Freud a oportunidade não só de aprofundar a questão da realidade da cena primária, mas também de propor a ideia de que ela estava na raiz da neurose infantil (e, mais tarde, adulta): o desenvolvimento sexual da criança teria sido “positivamente fragmentado por ela” (1918b [1914], pp. 43–44). Em suas Aulas introdutórias de psicanálise, no entanto, ele defendeu a universalidade da fantasia da cena primária (assim como das teorias sexuais infantis): ela pode ser encontrada em todos os neuróticos, se não em todos os seres humanos (Freud, 1915f), e pertence à categoria de fantasias “primordiais”. Parece, contudo, não ter a mesma força para todos os indivíduos. Freud viria a atribuir lugar central à cena primária em sua análise de Marie Bonaparte, embora, no caso dela, a cena ocorresse entre sua ama e um cocheiro (Bonaparte, 1950–53).
Considerada como um evento real em vez de pura fantasia reconstruída retrospectivamente (à maneira do fantasiar retrospectivamente de Carl Jung), a cena primária apresentava um impacto traumático muito mais marcado, o que levou Freud a insistir na “realidade” de tais cenas, retornando ao debate sobre realidade histórica versus realidade psíquica. Para além da própria cena, o tema da fantasia foi assim levantado (no capítulo cinco do histórico de caso do Homem-lobo [1918b, pp. 48–60]), discutido em termos que Freud retomaria mais tarde em Construções na análise (1937d).
Para Freud, não se tratava apenas de que a técnica da psicanálise exigisse que as fantasias fossem tratadas como realidades, a fim de lhes conferir toda a força necessária à evocação, mas também de que muitas cenas “reais” não estavam acessíveis por via da recordação, e sim apenas por meio dos sonhos. Quer a cena fosse construída a partir de elementos observados em outro contexto (por exemplo, o coito animal transposto para os pais), reconstruída com base em pistas (como lençóis manchados de sangue) ou de fato observada, mas numa idade em que a criança ainda não dispunha de imagens verbais correspondentes, nada alterava fundamentalmente os fatos: “Pretendo, nesta ocasião,” escreveu Freud, “encerrar a discussão sobre a realidade da cena primária com um Non liquet.” (1918b, p. 60)

## Interpretações kleinianas
Melanie Klein via a cena primária de forma diferente de Freud: onde ele via uma percepção enigmática de violência, ela percebia fantasias projetivas da criança. Klein considerava que a curiosidade infantil era primeiramente provocada pela cena primária, e que geralmente a criança se sentia ao mesmo tempo excitada e excluída por ela. O relacionamento sexual entre os pais, fantasiado como contínuo, é também a base da figura dos “pais combinados”, isto é, mãe e pai vistos como satisfeitos mutuamente, porém excluindo a criança.
Enquanto Klein enfatizava a forma como o bebê projetava tendências hostis e destrutivas na cena primária, com a mãe retratada como tão perigosa ao pai quanto o pai o é para ela, kleinianos posteriores, como John Steiner, ressaltaram o aspecto criativo da cena primária e a necessidade, na análise, de superar uma clivagem de sua imagem entre um casal amoroso, por um lado, e uma figura parental combinada presa ao ódio, por outro.

## Características gerais
A cena primária é inseparável das teorias sexuais da infância que ela ajuda a criar. Essa representação perturbadora, que simultaneamente reconhece e nega a familiaridade dos pais, exclui a criança ao mesmo tempo em que a envolve, como demonstra a excitação libidinal sentida pela criança em resposta. Otto Fenichel ressaltou o caráter traumático do excesso de excitação sentido pela criança, o que ela não consegue processar — o que ele chamou de “desconhecido avassalador”.
A particularidade da cena primária está no fato de que o sujeito vivencia, de modo simultâneo e contraditório, o surgimento do desconhecido dentro de um mundo familiar, ao qual está vinculado pelas necessidades vitais, pelas expectativas de prazer e pela autoimagem que esse mundo reflete. A falta de medida comum entre a experiência emocional e psicosexual da criança e as palavras que poderiam dar conta da cena primária cria um abismo que as teorias sexuais da infância tentam preencher. Uma leitura sádica da cena combina a curiosidade da criança tanto pela origem quanto pelo fim da vida em uma representação na qual morte e vida se fundem de fato.[carece de fontes?]
Dissertações de doutorado sobre a cena primária passaram a surgir desde os anos 1970. A dissertação de M. F. Hoyt, intitulada “The primal scene: A study of fantasy and perception regarding parental sexuality”, foi apresentada à Universidade Yale. Com base em amostra de aproximadamente 400 estudantes universitários, Hoyt inferiu que cerca de 20 % dos entrevistados relataram ter presenciado (por visão e/ou som) seus pais em relações sexuais. A conclusão do estudo indicou que a experiência da cena primária em si não é necessariamente deletéria; os efeitos traumáticos ou patogênicos geralmente ocorrem apenas no contexto de brutalidade geral ou relações familiares perturbadas. Um segmento da dissertação de doutorado de Paul Okami à Universidade da Califórnia em Los Angeles nos anos 1990 foi publicado no Journal of Sex Research em 1995.

## Outras acepções de "cena primária"

### Leituras intertextuais
Ned Lukacher propôs usar o termo em crítica literária para se referir a um tipo de intertextualidade em que a capacidade de interpretar um texto depende do significado de outro ou de um conjunto de critérios antes não percebido, mesmo quando não há meios conclusivos de estabelecer a relação para além de dúvida razoável.

## Exemplos culturais
- Maynard Solomon interpreta quatro sonhos registrados de Beethoven como centrados na cena primária, com o compositor ora participante, ora impotente testemunha.[8]